# Tolla
Tolla es una comuna y población de Francia, en la región de Córcega, departamento de Córcega del Sur.
Su población en el censo de 1999 era de 98 habitantes.
Se encuentra junto al embalse de Tolla, en las gargantas del río Prunelli.

## Demografía
| 169 | 233 | 185 | 115 | 85 | 98 |
| Para los censos de 1962 a 1999 la población legal corresponde a la población sin duplicidades (Fuente: INSEE [Consultar]) |     |     |     |    |    |

- Datos: Q644484
- Multimedia: Tolla / Q644484

1. ↑  Worldpostalcodes.org, código postal n.º 20117.
2. ↑  INSEE, Datos de población para el año 2012 de Tolla (en francés).